# Antonio Mira de Amescua
Antonio Mira de Amescua (n. 17 ianuarie 1577, Guadix, Granada – d. 8 septembrie 1644, Guadix, Granada) a fost un dramaturg spaniol.
A aparținut școlii lui Lope de Vega și a întemeiat cercul literar „Academia de los ociosos”.
Opera sa dramatică, rod al unei bogate fantezii, pune accentul pe amploarea intrigii și complicațiile subiectului.
A scris comedii pe teme istorice, religioase, de moravuri și „autos sacramentales”.
Se remarcă retorica bogată, impulsionată de prețiozitatea artei andaluze, versificația strălucitoare.

## Scrieri
- 1612: El esclavo del demonio („Sclavul demonului"), capodopera sa;
- 1615: La rueda de la fortuna („Roata norocului");
- Galán valiente y discreto („Tânărul viteaz și ingenios");
- La mensonera del cielo („Hangița cerului").